# جامعة البوليتكنيك في ميلانو
جامعة العلوم التطبيقية في ميلانو (بالإيطالية: Politecnico di Milano)‏ هي أكبر الجامعات التقنية في إيطاليا حيث يدرس فيها نحو 38,000 طالب. رئيس الجامعة الحالي هو البروفسور جوفاني أتزوني. في عام 2009 كانت الجامعة في المرتبة 57 عالمياً بين الجامعات التقنية، في بحث أجري لصالح تايمز هاير إديوكيشن. ارتقت في هذا البحث 6 مراتب من موقع 63 في عام 2008. و وفقاً لذات البحث فإنها الأفضل في إيطاليا من خلال مؤشرات مثل الإنتاج العلمي واجتذاب الطلاب الأجانب وغيرها.

## من مشاهير الخريجين
- روبرتو كاستيللي: سياسي ووزير عدل إيطالي أسبق.

## روابط خارجية
- موقع الجامعة بالنسختين الإنجليزية والإيطالية.